# Mitis (Wein)
Mitis ist ein süsser Weisswein, der zu 100 % aus Amigne gekeltert wird.

## Anbau, Reifung
Zwei Drittel der Anbaufläche befinden sich in Vétroz (Kanton Wallis, CH). Der Ertrag beträgt 2 dl pro Quadratmeter.
Erreicht der Saft 135 Grad Öchsle, wird er zuerst vergoren und anschließend ein knappes Jahr im Eichenfass zur Reifung gebracht.

## Eigenschaften
Der fertig gekelterte Wein besitzt um die 14 Alkohol-Volumenprozent; Restzucker ungefähr 90 g/l.
Gegeben durch seinen sehr süssen und aromatischen Geschmack wird Mitis häufig zu Käse (vorzugsweise Weichkäse oder Blauschimmelkäse) sowie zu frischer Leber genossen.

## Geschichte
Wahrscheinlich wurde die Rebsorte Amigne durch die Römer (Vitis Amoena = „wohlwollende, angenehme Rebe“) in die Schweiz gebracht.
1999: Mitis gewinnt beim Grossen Internationale Weinpreis - Mundus Vini die Goldmedaille.
2001 wird dieser Wein von über 1000 Fachleuten als „einer der besten des Landes“ gewertet.

## Links
- Produzent ist J.R. Germanier Link